# Shin Hagakure: Pensamentos de um Samurai Moderno
Shin Hagakure: Pensamentos de um Samurai Moderno é um livro escrito por Jorge Kishikawa, mestre de kobudo e kenjutsu, e fundador do Instituto Cultural Niten. Segundo o autor, foi escrito a pedido de seus alunos, a fim de assimilarem melhor os ensinamentos abordados em suas aulas sobre a filosofia samurai e a cultura japonesa aplicada às questões do dia-a-dia.
O nome é uma referência ao Hagakure, obra do século XVIII que compila comentários de Yamamoto Tsunetomo, vassalo do Clã Nabeshima, sobre o Bushido na vida cotidiana do Japão do final do século XVII e início do século XVIII. 
Lançado originalmente em 2004, o livro está hoje na sua terceira edição, tendo sido significativamente expandido.

## O Livro
Seguindo os moldes do Hagakure original, o conteúdo do livro está organizado em verbetes, geralmente curtos, que reúnem dicas e orientações sobre como encarar os problemas do dia-a-dia usando a filosofia dos antigos samurais  e sua aplicação no mundo moderno.
Boa parte da obra é construída com base em palestras e vivência do próprio autor como médico, atleta do kendo, professor e introdutor do kenjutsu no Brasil e como discípulo dos mestres japoneses do kobudo e se propõe a adaptar as lições do passado para o presente. Entre elas, a lição da honra acima de todas as coisas -- "O livro visa despertar o espírito guerreiro das pessoas e transmitir valores como coragem, honra, determinação, lealdade e gratidão."
A partir da terceira edição, Kishikawa introduz verbetes voltados a orientar sobre o treino técnico nas artes marciais

### Histórico de edições
- Primeira edição: lançada em 2004 pela editora Conrad em volume único de 166 páginas.
- Segunda edição: lançada em 2010 pela editora Kendoonline Livros em volume único de 378 páginas.
- Terceira edição: lançada em 2016 pela editora Kendoonline Livros em dois volumes, o primeiro com 240 páginas e o segundo com 196.

#### Conteúdo de cada edição
| Primeira                                                           | Segunda                                                          | Terceira                                                         | Terceira                                                   |
| Primeira                                                           | Segunda                                                          | Volume 1                                                         | Volume 2                                                   |
| ------------------------------------------------------------------ | ---------------------------------------------------------------- | ---------------------------------------------------------------- | ---------------------------------------------------------- |
| Prefácio                                                           | Prefácio (novo, diferente do da primeira edição)                 | Prefácio (igual à segunda edição)                                | Introdução à Terceira Edição, Volume 2                     |
| Apresentação (por Guido Mantega)                                   | Apresentação da Primeira Edição                                  | Apresentação (igual à da segunda edição)                         | Introdução à Terceira Edição, Volume 2                     |
| Apresentação (por Guido Mantega)                                   | Apresentação (por Monja Coen)                                    | Introdução (mesma da primeira e segunda edições)                 | Introdução à Terceira Edição, Volume 2                     |
| Por Que Escrevi Este Livro                                         | Por Que Re-Escrevi Este Livro                                    | Por Que Re-Escrevi Este Livro (igual à da segunda edição)        | Introdução à Terceira Edição, Volume 2                     |
| Introdução                                                         | Introdução (mesma da primeira edição)                            | Introdução à Terceira Edição, Volume 1                           | Introdução à Terceira Edição, Volume 2                     |
| Pensamentos de um Samurai Moderno (161 verbetes)                   | Pensamentos de um Samurai Moderno (326 verbetes)                 | Pensamentos de um Samurai Moderno, Volume 1 (169 verbetes)       | Pensamentos de um Samurai Moderno, Volume 2 (136 verbetes) |
| Minha Visão e Minha Missão                                         | Minha Visão e Minha Missão                                       | Minha Crença, Minha Missão                                       | Os Quatros Votos do Hagakure                               |
| Missão e Mandamentos do Instituto Niten                            | Missão do Instituto Niten, Minha Crença                          | Missão do Instituto Niten                                        | Samurai Juni Seigan                                        |
| Missão e Mandamentos do Instituto Niten                            | Os Mandamentos do Instituto Niten                                | Os Mandamentos do Instituto Niten                                | Hino do Instituto Niten                                    |
| Índice                                                             | Índice                                                           | Dados Biográficos do Autor                                       | Hino do Instituto Niten                                    |
| Glossário                                                          | Mais Sobre o Shin Hagakure                                       | Complemento Digital                                              | Complemento Digital                                        |
| Glossário                                                          | Mais sobre Sensei Jorge Kishikawa                                | Índice                                                           | Índice                                                     |
| Cursos Realizados pelo Sensei Jorge Kishikawa pelo KIR Empresarial | Empresas que Cursaram os "Momentos de Ouro" pelo KIR-Empresarial | Empresas que Cursaram os "Momentos de Ouro" pelo KIR-Empresarial | Índice                                                     |